# Tesouro Informatizado da Lingua Galega
El Tesouro Informatizado da Lingua Galega (TILG) és un recurs electrònic de recerca de texts etiquetats en gallec. La tasca és duta a terme per l'Instituto da Lingua Galega, en col·laboració amb la Direcció General de Política Lingüística de la Junta de Galícia, i permet la recerca lèxica d'un gran nombre d'obres gallegues modernes sense drets d'autor (des de Ramón Otero Pedrayo i Álvaro Cunqueiro fins a Manuel Rivas o Suso de Toro) i antigues (des de l'època de Sarmiento).
La versió de 2016 incloïa prop de 2.000 obres de més de 700 autors i autores, produïts tots ells entre 1612 i 2013, permetent fer consultes en una base integrada per més de 26 milions de paraules corresponents a 95.409 lemes diferents, si bé els textos anteriors a 1800 suposen només el 0,1% del total.